# Aias der Telamonier

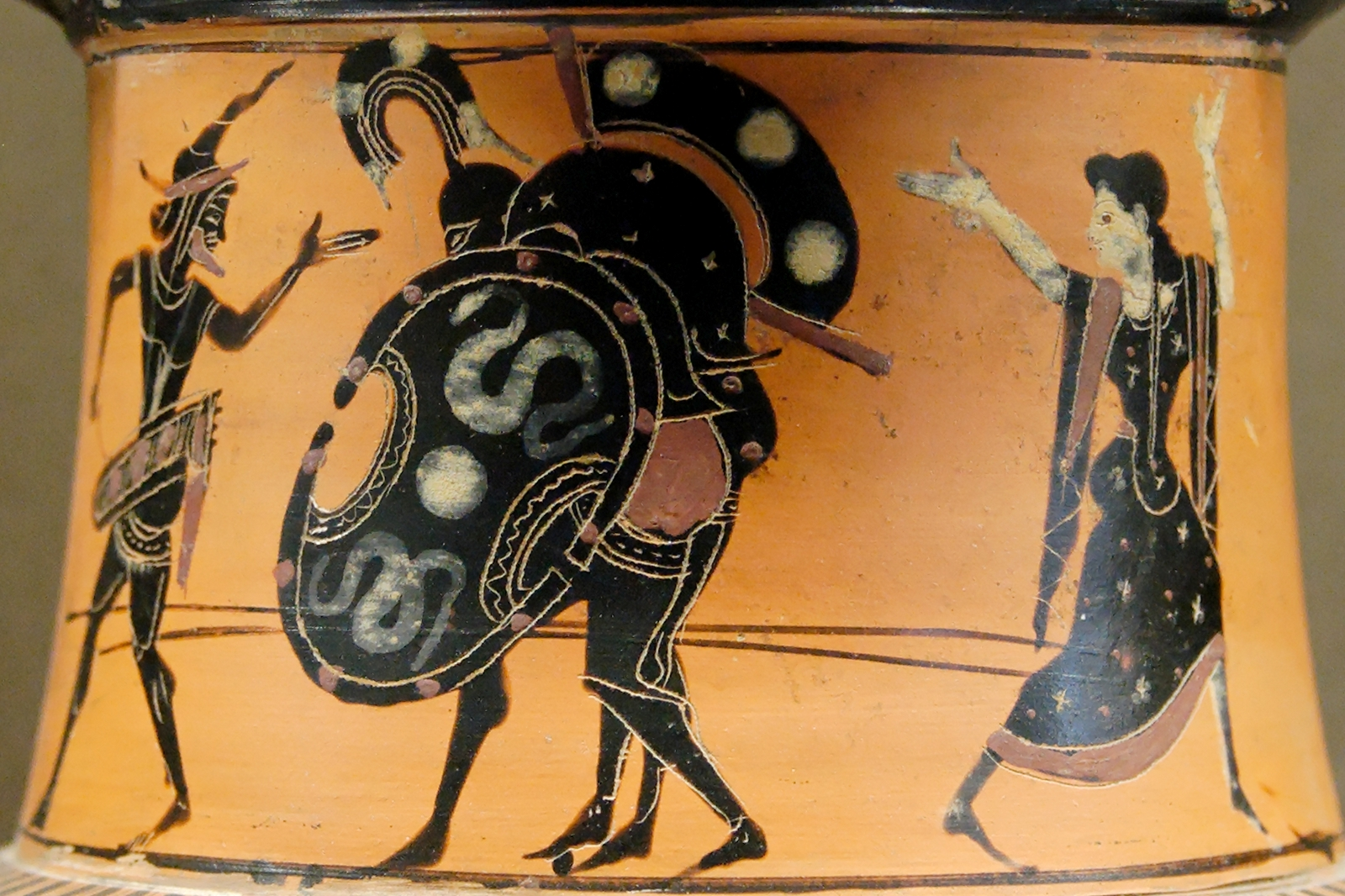
Der von Hermes und Athene beschützte Aias bringt den toten Achill zurück ins Lager der Griechen. Halsamphora des Antimenes-Malers, um 520–510 v. Chr.

Aias der Telamonier (altgriechisch Αἴας Aías, lateinisch Aiax, deutsch Ajax), zur Abgrenzung vom lokrischen Aias auch Ajax der Große genannt, ist in der griechischen Mythologie einer der griechischen Haupthelden des Trojanischen Krieges.

## Mythos

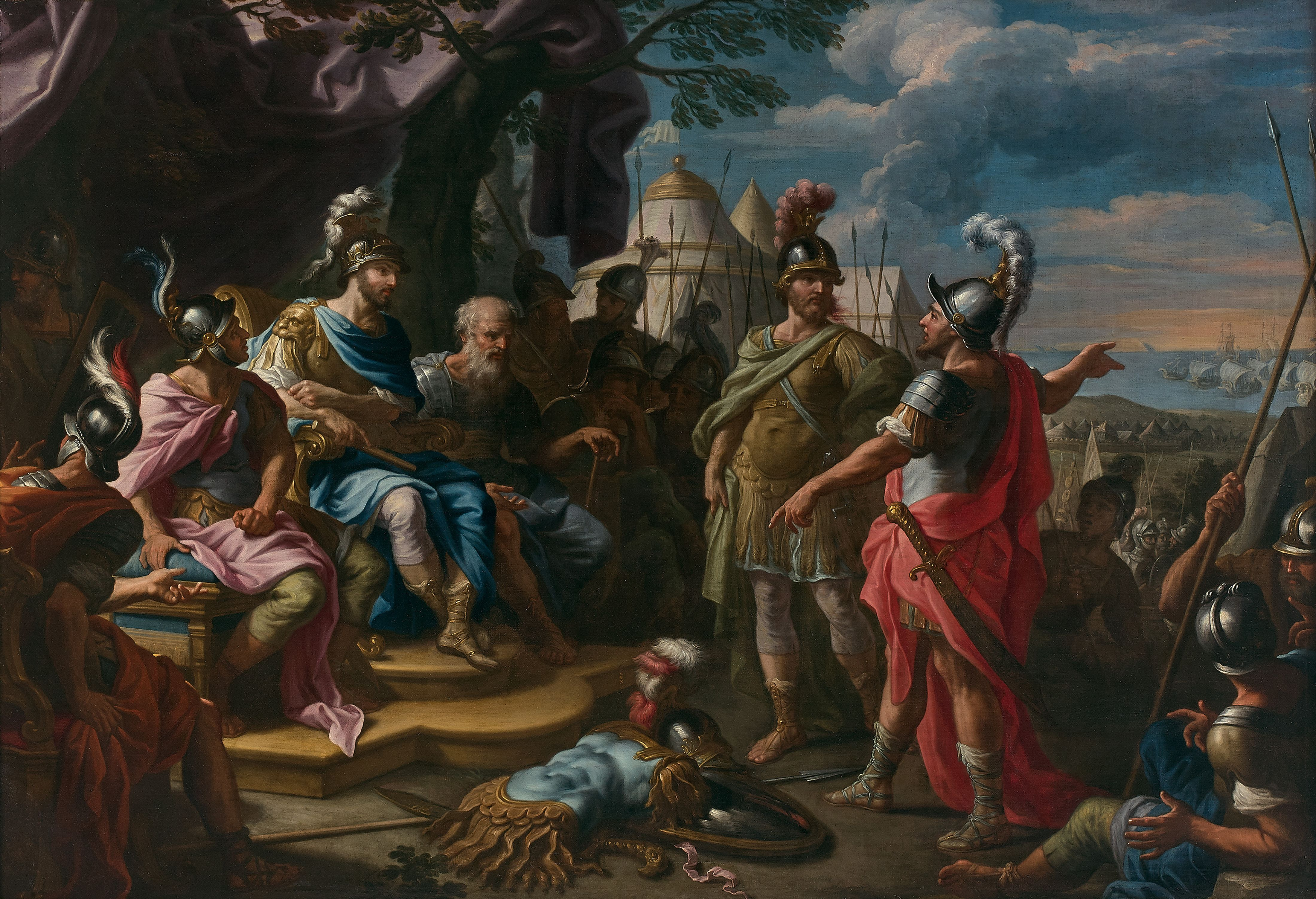
Der Streit zwischen Ajax und Odysseus um die Rüstung des Achilles. Agostino Masucci

Als Sohn des salaminischen Königs Telamon und der Periboia wurde er „der Telamonier“ genannt. Aias war ein sehr mächtiger griechischer Kämpfer vor Troja, nur Achilleus übertraf ihn. Nach Homers Ilias war Aias riesig, viel größer als andere Männer. Das Epos betont einen ungewöhnlichen Zug an ihm, nämlich, dass ihn mit seiner Beutesklavin Tekmessa eine starke gegenseitige Liebe verband, aus der auch ein Sohn, Eurysakes, hervorging. Als Achilleus sich zeitweilig vom Kampf zurückzog, wurde Aias ausgelost, um Hektor, dem stärksten Trojaner, im Zweikampf gegenüberzutreten. Der Kampf dauerte den ganzen Tag, Hektor wurde leicht verletzt, woraufhin sich die Helden in hoher wechselseitiger Achtung trennten.
Nach dem späteren Tod des Achilleus schützte Aias Menelaos, den Mitkämpfer des Odysseus, sodass der Leichnam Achilleus’ ohne weitere griechische Verluste geborgen werden konnte. Bei der Totenfeier war es Brauch, dass derjenige, der die meisten Verdienste um die Rettung eines Leichnams beanspruchen durfte, die Hinterlassenschaft des Gefallenen erhielt. Aias und Odysseus traten im Rededuell gegeneinander an, um sich Achilleus’ Rüstung zu erstreiten. Odysseus war jedoch redegewandter, und der Preis wurde ihm zuerkannt. Aias schwieg zwar, hatte die Niederlage jedoch nicht verwunden und sann auf Rache. In derselben Nacht fuhr er aus unruhigem Schlaf in einem Anfall von gottgesandter Raserei auf und tötete Odysseus’ Schafherde, die er für die Griechen hielt; den Bock, in dem er Odysseus sah, peitschte er zu Tode. Als er sich wieder besann und erkannte, dass die Götter ihm die Rache verwehrten, stürzte er sich entehrt und aus Scham über seine unwürdige Tat in sein Schwert. Sein Halbbruder Teukros sorgte für ein ehrenvolles Begräbnis.
Im elften Gesang der Odyssee wird Aias von Odysseus im Hades aufgesucht, doch er zürnt seinem früheren Freund noch immer. Als Odysseus Aias ehrt und ihn bittet, den Streit zu vergessen, wendet sich Aias wortlos von ihm ab und verschwindet im Dunkel.
Bei Ovid entsteht aus der mit Aias’ Blut getränkten Erde die Hyazinthe, in deren Blütenkelch die Buchstaben AI zu lesen sind. Dies ist einerseits der Verweis auf den Namen von Aias, andererseits auf den Klageruf des Hyakinthos, der bei Ovid ebenso in eine Hyazinthe verwandelt wird und ihr den Namen verleiht.
Die Erzählung von Aias zeige laut Hugo Winckler und Hellmut Flashar Parallelen zu der des israelitischen Königs Saul. Beide sind großgewachsen und von körperlicher Überlegenheit. Die Idealisierung als Krieger und Herrscher wie die daraus resultierende Unabhängigkeit vom Geschick greift auf die Hybris, als göttliche Mäßigung menschlichen Strebens, voraus. Gemeinsam ist ihnen das Motiv der Blindheit, der Schwermut aufgrund göttlicher Parteilichkeit (Bevorzugung Odysseus bzw. Davids) und letztlich der Untergang des Entehrten: Ajax richtet sich, während Saul im ausweglosen Kampf unterliegt. Auch die Jenseitsvorstellung ist ähnlich, so gelangt Ajax in den Hades und Saul in den Scheol.

## Rezeption

Selbstmord des Ajax. Umzeichnung des Vasenbildes auf dem sogenannten Eurytios-Krater. Es ist die älteste bekannte Darstellung dieses Motivs (um 600 v. Chr.).

Raserei und Tod des Aias sind Gegenstand der Tragödie Aias des Sophokles. Darin wird Aias von Athene mit Wahnsinn geschlagen, damit sich dieser nicht direkt an ihrem Schützling Odysseus vergeht. Außerdem kommt die Figur in Hartmut Langes Die Ermordung des Aias oder ein Diskurs über das Holzhacken vor. Weiterhin ist die Tragödie Ajace von Ugo Foscolo zu nennen. Die Autorin Ilse Aichinger veröffentlichte 1968 einen Text mit dem Titel Ajax. Der Dramatiker Heiner Müller verfasste 1994 das Gedicht Ajax zum Beispiel. Von Sophokles’ Tragödie abgesehen, fanden die anderen genannten Werke keine große Resonanz.
In Friedrich Hölderlins Selbstverständnis als Dichter nimmt Aias eine zentrale Stellung ein. Meinhard Knigge sieht die Identifikation mit dem Helden in der Übersetzung des sophokleischen Aias, im Briefroman Hyperion wie im Gedicht Mnemosyne enthalten. In der Ode behandelt Hölderlin den Untergang des Telamoniers und weiterer achäischer Heroen. Aias steht hier für die zürnende Selbstbehauptung eines Heroen, welcher einsam, fern von seiner Heimat und mit der Aussicht, nicht ausreichend bestattet zu werden, sich in sein Schwert stürzen muss, um seine Ehre wiederherzustellen. Eine Selbstidentifikation Hölderlins mit Aias im Gedicht wird gleichfalls von Roland-Jensen Flemming angenommen. Hölderlin habe sich wie Aias, der vom göttlichen Wahnsinn getroffen wurde, vor einer herannahenden Geisteskrankheit gefürchtet und als Dichter den Anspruch vertreten, aus eigenen Fähigkeiten – Aias ist im Gegensatz zu Achilleus nicht direkter göttlicher Abkunft, anders als Agamemnon und Menelaos kein mächtiger König und nicht wie Diomedes und Odysseus ein Schützling der Götter, sondern allein ein Held aufgrund seiner überragenden Physis und Tugendhaftigkeit – ein Werk zu schaffen. Die Selbstidentifikation dient weiterhin der Einhegung der selbstgefährdenden oder -schädigenden Gemütsstimmung, denn im Gegensatz zu Aias sollte die Selbstbehauptung im Untergang durch Maßhalten zumindest sublimiert werden, wie Hölderlin es im Gedicht An die Parzen formuliert: „Doch ist mir einst das Heilige, das am Herzen mir liegt, das Gedicht, gelungen, Willkommen dann, o Stille der Schattenwelt!“ Aias ist somit Vorbild und Warnung zugleich.
Die Schriftstellerin Elfriede Jelinek bearbeitete 2017 das Aias-Motiv in einer Montage mit der Überschrift Unseres 2.0.

## Sonstiges
Der Klassische Archäologe Raimund Wünsche deutet den Torso vom Belvedere als Darstellung des Ajax.
Der niederländische Fußballverein Ajax Amsterdam, gegründet am 18. März 1900, benannte sich nach dem antiken griechischen Helden.
Die Pflanze Delphinium ajacis ist nach Ajax benannt, weil die Zeichnung der Blüte an die griechischen Buchstaben AIAI erinnert.